# Општина Сакадат (Бихор)
Сакадат (рум. Săcădat) општина је у Румунији у округу Бихор.
Oпштина се налази на надморској висини од 170 m.